# Family Tree (Oh Land)
Family Tree è il quinto album in studio della cantautrice danese Oh Land, pubblicato nel 2019.

## Tracce
1. Family Tree – 3:57
2. Human Error – 4:04
3. Kiss in Songs – 4:12
4. Brief Moment – 3:37
5. Make My Trouble Beautiful – 3:02
6. Coma – 2:01
7. Salt – 2:50
8. Sunlight – 3:16
9. Speak to Me with Love – 3:07
10. Someone I Can Be Alone With – 3:20
11. Open – 3:13
12. After the Storm – 3:40